# Kaiserslautern
Kaiserslautern [▶] je industrijski i sveučilišni grad na jugu njemačke savezne pokrajine Porajnja-Falačke. Grad je bio jedan od domaćina Svjetskog prvenstva u nogometu 2006.

## Vanjske poveznice
- Službena stranica

### Ostali projekti
|  | Zajednički poslužitelj ima još gradiva o temi Kaiserslautern |